# Рахлинские сезоны (фестиваль)
Международный фестиваль «Рахлинские сезоны» — музыкальный фестиваль, ежегодно проводимый в Казани.
Фестиваль проводит Государственный симфонический оркестр РТ под управлением Александра Сладковского.
Посвящён памяти первого художественного руководителя оркестра, народного артиста СССР Натана Рахлина. В программе фестиваля — западноевропейская и русская классическая музыка — те направления романтической музыки, которые были особенно близки Натану Рахлину и в которых он был непровзойденным интерпретатором.
В память маэстро в Казани прошли несколько рахлинских фестивалей. В новейшей истории оркестра для этого музыкального форума начался новый отсчет. Фестиваль проводится в апреле.

## I Фестиваль (2011)
Впервые обновленные «Рахлинские сезоны» прошли с 9 по 11 апреля 2011 г. и представил публике Реквием Моцарта (солисты — Альбина Шагимуратова, Алина Шакирова, Дмитрий Пьянов, Отар Кунчулиа), Виолончельный концерт Дворжака (солист — Сергей Ролдугин).

## II Фестиваль (2012)
На втором фестивале (проходил с 4 по 11 апреля 2012 г.) были исполнены Скрипичный концерт Сибелиуса (солистка — Алена Баева), «Манфред» Чайковского (с китайским маэстро Тао Линем), Carmina Burana Орфа (солисты - Галина Королёва, Нурлан Бекмухамбетов, Анджей Белецкий), Реквием Верди (солисты — Татьяна Сержан, Ольга Бородина, Пьеро Претти, Ильдар Абдразаков, сводный хор Капеллы им. Юрлова и Казанской консерватории).

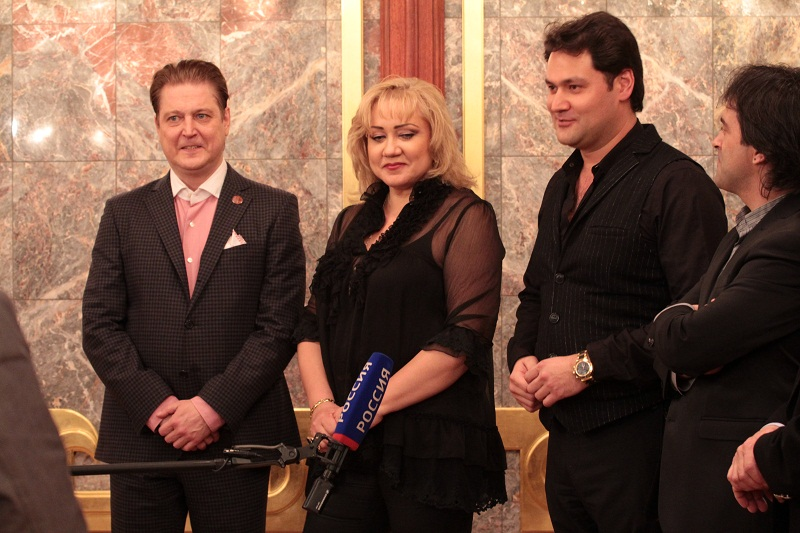
Казань, «Рахлинские сезоны». Александр Сладковский, Ольга Бородина, Ильдар Абдразаков, Пьеро Претти. 2012 год.

## III Фестиваль (2013)
В числе гостей Третьего Фестиваля в 2013 году были Суми Чо, Александр Князев, Александр Вакульский и снова Капелла им. Юрлова.

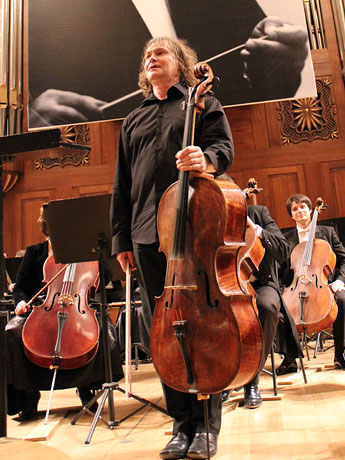
Казань, «Рахлинские сезоны». А. Князев, 2013 год.
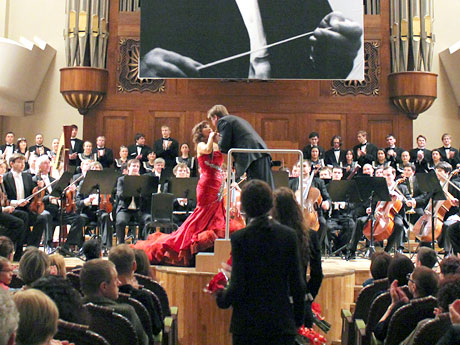
Казань, «Рахлинские сезоны». Суми Чо, Александр Сладковский, 2013 год.

## IV Фестиваль (2014)
Государственный симфонический оркестр РТ и маэстро Сладковский представили публике Ольгу Бородину, Вадима Репина и Мишу Майского.
13 апреля, в первый день фестиваля на сцену вышли Ольга Бородина и ГСО РТ под управлением Александра Сладковского. Первой прозвучала музыкальная картина Мусорского «Иванова ночь на Лысой горе», причем, в двух редакциях — оригинальной и в редакции Римского-Корсакова. Это стало приятным сюрпризом, ведь оригинальная редакция Мусоргского ещё не исполнялась в Казани.
Почетная гостья фестиваля, обладательница «Грэмми», народная артистка России Ольга Бородина вместе с оркестром блестяще исполнила вокальный цикл «Песни и пляски смерти» Мусоргского.
Завершился первый концерт фестиваля Четвёртой симфонией Чайковского, часть которой оркестр исполнил на бис. "В программу фестиваля вошли Четвёртая, Пятая, Шестая симфонии Чайковского. Они завершат цикл «Все симфонии Чайковского». Их блистательно интерпретировал Натан Рахлин.
19 апреля в рамках фестиваля на казанскую сцену вышел один из лучших скрипачей мира, лауреат самой престижной французской национальной премии в области классической музыки Вадим Репин. Он исполнил Первый скрипичный концерт Бруха, и Цыганку Равеля на бис. Во втором отделении прозвучала Пятая симфония Чайковского — одно из любимых произведений Натана Рахлина.
26 апреля оркестр представил публике давно ожидаемого гостя — знаменитого виолончелиста Мишу Майского, ученика Мстислава Ростроповича и Григория Пятигорского. В Казань он приехал впервые. Майский исполнил на фестивале Вариации на тему Рококо Чайковского и Арию Ленского из оперы «Евгений Онегин» на бис. Концерт завершил цикл оркестра «Все симфонии Чайковского», в последний фестивальный вечер прозвучала Шестая — «Патетическая» — симфония великого русского композитора.

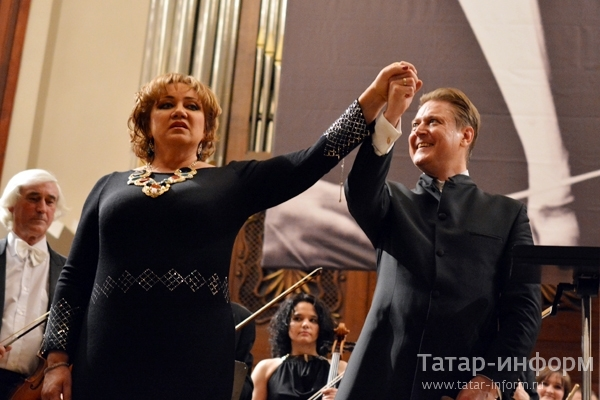
ГСО РТ, Ольга Бородина, Александр Сладковский,на фестивале "Рахлинские сезоны", 13 апреля 2014 г, ГБКЗ, Казань